# Anaconda (filme)
Anaconda (bra: Anaconda) é um filme norte-americano de 1997, do gênero terror com elementos de aventura e suspense, dirigido por Luis Llosa e estrelado por Jennifer Lopez (Terri Flores), Ice Cube (Danny Rich) e Jon Voight (Paul Serone). Produzido pela Columbia Pictures em parceria com a Cinema Line Film Corporation, o longa teve distribuição pela Sony Pictures Home Entertainment.
Lançado em 22 de agosto de 1997 no Brasil, o filme tornou-se um sucesso comercial, apesar das críticas mistas, e deu origem a uma franquia com diversas continuações.

## Sinopse
Durante uma expedição na floresta amazônica, um grupo de documentaristas parte em busca de uma tribo indígena rara (Shrishama). No caminho, eles resgatam Paul Serone (Jon Voight), um caçador que alega conhecer o paradeiro da tribo. No entanto, logo descobrem que o verdadeiro objetivo de Serone é capturar uma gigantesca e mortal anaconda.  
À medida que o grupo avança pelo rio, são forçados a enfrentar a cobra assassina e a lutar por suas vidas. Durante a noite, um animal é morto pela Anaconda. Após algum tempo seguindo o curso do rio, os documentaristas encontram um totem com uma cobra entalhada.  
Naquela noite, Gary Dixon (Owen Wilson) e sua namorada, Denise, saem do barco e, por pouco, não são atacados por um javali. Durante a viagem, uma corda fica presa na hélice do barco e seguindo os conselhos de Serone, o grupo muda o curso da viagem, sendo parado por uma barreira. 
Após explodir o obstáculo por Serone, muitas cobras que eram protegidas pela barreira são liberadas. Mais adiante, um barco é encontrado pelo grupo, e, após explorarem a embarcação, um homem é morto pela Anaconda. Serone assume o comando e explica que a cobra pode valer uma fortuna se for capturada viva. Gary e Serone obrigam o grupo a capturá-la.   
Mais tarde, a cobra aparece no barco e Serone não tem sucesso em seu plano. Logo após, Gary é morto pela cobra, deixando Denise devastada. Serone é emboscado pelo grupo e amarrado, ficando preso ao barco. Terri, Danny e Westridge nadam para soltar o barco e são surpreendidos pela Anaconda. Westridge sobe em uma árvore para tentar escapar, fazendo com que a cobra caia. Danny é atacado, mas atiram na cobra, irritando Serone, que se solta e quase mata Danny.   
Na sequência, em um galpão abandonado, o grupo encontra Serone, que os sequestram. A Cobra aparece e tenta atacar Danny e Terri, mas quem acaba morto é Serone. Danny e Terri escapam do galpão. Danny explode o galpão abandonado com a cobra em seu interior, que acaba sobrevivendo, e finalmente, a cobra é morta por Danny que salva Terri.   
Seguindo o curso do rio, eles encontram a tribo Shrishama, e assim iniciam o documentário.  

## Elenco
| Ator / Atriz        | Personagem       |
| ------------------- | ---------------- |
| Jennifer Lopez      | Terri Flores     |
| Ice Cube            | Danny Rich       |
| Owen Wilson         | Gary Dixon       |
| Jon Voight          | Paul Sarone      |
| Eric Stoltz         | Dr. Steven Cale  |
| Jonathan Hyde       | Warren Westridge |
| Kari Wuhrer         | Denise Kalber    |
| Vincent Castellanos | Mateo            |
| Danny Trejo         | Jamon            |